# Argumento del mal diseño
El argumento del mal diseño o argumento disteleológico es un argumento contra la existencia de Dios, concretamente contra la existencia de un Dios creador (en el sentido de la creación de todas las especies de vida).

## Premisas
Se basa en el siguiente razonamiento:
P1: un dios creador omnipotente, omnisciente y omnibenevolente crearía organismos con un diseño perfecto.
P2: los organismos tienen características que hacen que no sean perfectos.
C: o bien dios no creó esos organismos o bien no es omnipotente, omnisciente y omnibenevolente.
El argumento se estructura como un modus tollens básico: si «Creación» contiene defectos, el diseño no es una teoría válida para explicar el origen de nuestra existencia.

## Uso
La expresión argumento del diseño pobre se utiliza raramente en literatura, pero argumentos de este tipo aparece muchas veces como diseño pobre, subóptimo o no-inteligente o disteleología. Éste es un término aplicado en el siglo XIX por el biólogo Ernst Haeckel al estudiar las implicaciones de órganos tan rudimentarios como para no tener utilidad en la vida de un organismo.